# Louie Donowa
Brian Louie Donowa (Ipswich, 24 settembre 1964) è un ex calciatore inglese, di ruolo centrocampista.

## Palmarès

### Club

#### Competizioni giovanili
- FA Youth Cup: 1

Norwich City: 1982-1983

#### Competizioni nazionali
- Coppa di Lega inglese: 1

Norwich City: 1984-1985